# Blunderbuss
Blunderbuss — дебютний альбом Джека Вайта, виданий в 2012 році. Отримав статус золотого в Австралії, Великій Британії, США, а в Канаді став платиновим.

## Реакція критиків
Альбом отримав позитивні відгуки від музичних критиків.

## Список композицій
Автор музики і слів Джек Вайт, за виключенням композиції «I’m Shakin’» за авторством Руді Тумбса. 
| #   | Назва                          | Тривалість |
| --- | ------------------------------ | ---------- |
| 1.  | «Missing Pieces»               | 3:27       |
| 2.  | «Sixteen Saltines»             | 2:37       |
| 3.  | «Freedom at 21»                | 2:51       |
| 4.  | «Love Interruption»            | 2:38       |
| 5.  | «Blunderbuss»                  | 3:06       |
| 6.  | «Hypocritical Kiss»            | 2:50       |
| 7.  | «Weep Themselves to Sleep»     | 4:19       |
| 8.  | «I’m Shakin’»                  | 3:00       |
| 9.  | «Trash Tongue Talker»          | 3:20       |
| 10. | «Hip (Eponymous) Poor Boy»     | 3:03       |
| 11. | «I Guess I Should Go to Sleep» | 2:37       |
| 12. | «On and On and On»             | 3:55       |
| 13. | «Take Me with You When You Go» | 4:10       |

Японське видання
Автор музики і слів Джек Вайт, за виключенням композиції «Love Is Blindness» за авторством Боно. 
| #   | Назва                    | Тривалість |
| --- | ------------------------ | ---------- |
| 14. | «Machine Gun Silhouette» | 2:57       |
| 15. | «Love Is Blindness»      | 3:18       |

## Учасники запису
- Джек Вайт — вокал (всі композиції), електрогітара (1, 2, 3, 7, 8, 13), акустична гітара (4, 5, 10, 12)
- Карла Азар — ударні (1, 2, 3, 6, 7, 8, 10, 13), маракаси (6), перкусія (2)
- Емілі Боуленд — кларнет, бас-кларнет (4)
- Брін Дейвіс — контрабас (1, 2, 3, 5, 7, 8, 10, 12, 13), хлопки (8)
- Карен Елсон — бек-вокал (8, 12, 13)

## Хіт-паради та сертифікації
| Чарт            | Позиція |
| --------------- | ------- |
| Австралія       | 2       |
| Австрія         | 3       |
| Бельгія         | 1       |
| Велика Британія | 1       |
| Данія           | 3       |
| Європа          | 1       |
| Ірландія        | 2       |
| Італія          | 11      |
| Канада          | 1       |
| Нідерланди      | 4       |
| Німеччина       | 3       |
| Нова Зеландія   | 2       |
| Норвегія        | 2       |
| Португалія      | 8       |
| США             | 1       |
| Фінляндія       | 13      |
| Франція         | 5       |
| Швейцарія       | 1       |
| Швеція          | 20      |
| Японія          | 13      |

| Хіт-парад (2012)                | Позиція |
| ------------------------------- | ------- |
| Australian Albums Chart         | 47      |
| Belgian Albums Chart (Flanders) | 22      |
| Dutch Albums Chart              | 85      |
| Swiss Albums Chart              | 72      |

| Регіон                                             | Сертифікація | Продажі  |
| -------------------------------------------------- | ------------ | -------- |
| Австралія (ARIA)                                   | Золотий      | 35 000^  |
| Канада (Music Canada)                              | Платиновий   | 80 000^  |
| Велика Британія (BPI)                              | Золотий      | 143 112  |
| США (RIAA)                                         | Золотий      | 500 000^ |
| ^відвантаження, що базуються лише на сертифікаціях |              |          |